# Canton d'Argenteuil-1
Le canton d'Argenteuil-1 est une circonscription électorale française du département du Val-d'Oise créée par le décret du 17 février 2014. Elle tient lieu de circonscription d'élection des conseillers départementaux et entre en vigueur lors des élections départementales de 2015.

## Histoire
Un nouveau découpage territorial du Val-d'Oise entre en vigueur à l'occasion des premières élections départementales suivant le décret du 17 février 2014. Les conseillers départementaux sont, à compter de ces élections, élus au scrutin majoritaire binominal mixte. Les électeurs de chaque canton élisent au Conseil départemental, nouvelle appellation du Conseil général, deux membres de sexe différent, qui se présentent en binôme de candidats. Les conseillers départementaux sont élus pour 6 ans au scrutin binominal majoritaire à deux tours, l'accès au second tour nécessitant 12,5 % des inscrits au 1er tour. En outre la totalité des conseillers départementaux est renouvelée. Ce nouveau mode de scrutin nécessite un redécoupage des cantons dont le nombre est divisé par deux avec arrondi à l'unité impaire supérieure si ce nombre n'est pas entier impair, assorti de conditions de seuils minimaux. Dans le Val-d'Oise, le nombre de cantons passe ainsi de 39 à 21.
Le nouveau canton d'Argenteuil-1 est formé d'une commune de l'ancien canton de Saint-Gratien et d'une de celui de Sannois et d'une fraction de la commune d'Argenteuil. Avec ce redécoupage administratif, le territoire du canton s'affranchit des limites d'arrondissements, avec 1 communes incluses dans l'arrondissement de Sarcelles et 1 dans l'arrondissement de Argenteuil. Le bureau centralisateur est situé à Argenteuil.

## Représentation

### Canton d'Argenteuil

#### Représentation de 1833 à 1967 (Seine-et-Oise)
| Période | Période                    | Identité                       | Étiquette   | Qualité |
| ------- | -------------------------- | ------------------------------ | ----------- | --- |
| 1833    | 1865                       | Isidore Récappé                |             | Ancien notaire, propriétaire, maire d'Argenteuil (1831-1835)                                                  |
| 1865    | 1871                       | Nicolas Hubert Barré           |             | Conseiller référendaire à la Cour des Comptes                                                                 |
| 1871    | 1877                       | Eugène Aubry-Vitet             | Droite      | Homme de lettres et propriétaire                                                                              |
| 1877    | 1895                       | Jean-Marie Fautier (1843-1925) | Républicain | Cultivateur à Argenteuil                                                                                      |
| 1895    | 1913 (décès)               | Gabriel Gally                  | Rad.        | Secrétaire de direction au collège Chaptal à Carrières-Saint-Denis Maire de Carrières-Saint-Denis (1890-1913) |
| 1913    | 1919                       | Alfred Labrierre (1844-1921)   | Rad.        | Marchand de grains, administrateur de la Banque de France Maire d'Argenteuil (1896-1900 et 1919-1922)         |
| 1919    | 1929                       | Léopold Gautherin              | Rad.        | Agent d'assurances Maire d'Argenteuil (1925-1929)                                                             |
| 1929    | 1935 (démission)           | Jean-Baptiste Decoman          | Rad.        | Maire d'Argenteuil (1929-1935)                                                                                |
| 1935    | 1940 (déchu de son mandat) | Louis Péronnet (1885-1976)     | PCF         | Tailleur de pierres Maire de Bezons (1926-1961)                                                               |
| 1943    | 1945                       | Louis-Joseph Piot              | ?           | Président de la délégation spéciale d'Argenteuil Nommé conseiller départemental en 1943                       |
| 1945    | 1955                       | Louis Péronnet                 | PCF         | Tailleur de pierres Maire de Bezons (1926-1961) Président du Conseil général de Seine-et-Oise (1945-1948)     |
| 1955    | 1967                       | Victor Dupouy                  | PCF         | Ouvrier ajusteur Maire d'Argenteuil                                                                           |

#### Représentation de 1967 à 1976 (Val-d'Oise)
| Période | Période | Identité                  | Étiquette | Qualité |
| ------- | ------- | ------------------------- | --------- | --- |
| 1967    | 1976    | Michel Vandel (1914-2004) | PCF       | Ouvrier maroquinier puis permanent syndical et politique, Argenteuil Ancien conseiller général du Canton de Maisons-Laffitte (1945-1951) |

### Représentation depuis 2015
| Période élective | Période élective | Mandat | Mandat   | Identité               | Nuance | Nuance | Qualité |
| ---------------- | ---------------- | ------ | -------- | ---------------------- | ------ | ------ | --- |
| 2015             | 2021             | 2015   | 2021     | Marie-Evelyne Christin |        | LR     | Conseillère municipale de Sannois Ancienne conseillère générale du Canton de Sannois (2011-2015) 4ème Vice-Présidente du Conseil départemental déléguée au Sport, à la Jeunesse et aux Associations                         |
| 2015             | 2021             | 2015   | 2021     | Philippe Metezeau      |        | LR     | Docteur d’Etat en pharmacologie Conseiller municipal d'Argenteuil Ancien conseiller général du Canton d'Argenteuil-Est (2009-2015) 3ème Vice-Président du Conseil départemental délégué aux Actions Sociales et de la Santé |
| 2021             | 2028             | 2021   | en cours | Malika Ahres           |        | DVD    | Maire-adjointe d'Argenteuil |
| 2021             | 2028             | 2021   | en cours | Julien Bachard         |        | LR     | Maire de Saint-Gratien (2017 → ) |

### Résultats détaillés

#### Élections de mars 2015
À l'issue du 1er tour des élections départementales de 2015, deux binômes sont en ballottage : Marie-Evelyne Christin et Philippe Metezeau (UMP, 31,08 %) et Henri Barbera et Laure Simonnot (FN, 23,05 %). Le taux de participation est de 39,13 % (14 982 votants sur 38 283 inscrits) contre 40,49 % au niveau départemental et 50,17 % au niveau national.
Au second tour, Marie-Evelyne Christin et Philippe Metezeau (UMP) sont élus avec 73,47 % des suffrages exprimés et un taux de participation de 39,75 % (10 099 voix pour 15 217 votants et 38 283 inscrits).

#### Élections de juin 2021
Le premier tour des élections départementales de 2021 est marqué par un très faible taux de participation (33,26 % au niveau national). Dans le canton d'Argenteuil-1, ce taux de participation est de 26,97 % (10 045 votants sur 37 250 inscrits) contre 26,57 % au niveau départemental. À l'issue de ce premier tour, deux binômes sont en ballottage : Malika Ahres et Julien Bachard (LR, 33,04 %) et Célia Jacquet - Léger et Philippe Métézeau (Union au centre et à droite, 21,67 %),.
Le second tour des élections est marqué une nouvelle fois par une abstention massive équivalente au premier tour. Les taux de participation sont de 34,36 % au niveau national, 28,57 % dans le département et 29,05 % dans le canton d'Argenteuil-1. Malika Ahres et Julien Bachard (LR) sont élus avec 61,93 % des suffrages exprimés (5 122 voix pour 10 825 votants et 37 267 inscrits),,,.
Toutefois, à Saint-Gratien, ville dont le candidat élu Julien Bachard est maire, les bulletins  du binôme Philippe Métézeau/Célia Jacquet (soit environ 1 100 votes) ont été déclarés nuls, car estimés irréguliers.

## Composition
Le nouveau canton d'Argenteuil-1 comprend deux communes entières et une fraction de la commune d'Argenteuil :
| Nom                                | Code Insee | Intercommunalité         | Superficie (km2) | Population (dernière pop. légale)                 | Densité (hab./km2) | Modifier                                    |
| ---------------------------------- | ---------- | ------------------------ | ---------------- | ------------------------------------------------- | ------------------ | ------------------------------------------- |
| Argenteuil (bureau centralisateur) | 95018      | Métropole du Grand Paris | 17,22            | Fraction : 11 208 (2022) Commune : 107 135 (2022) | 6 222              | modifier les données · modifier les données |
| Saint-Gratien                      | 95555      | CA Plaine Vallée         | 2,42             | 21 297 (2022)                                     | 8 800              | modifier les données · modifier les données |
| Sannois                            | 95582      | CA Val Parisis           | 4,78             | 26 772 (2022)                                     | 5 601              | modifier les données · modifier les données |
| Canton d'Argenteuil-1              | 9501       |                          |                  | 59 277 (2022)                                     |                    | modifier les données                        |

La partie de la commune d'Argenteuil comprise dans le canton est celle située au nord d'une ligne définie par l'axe des voies et limites suivantes : depuis la limite territoriale de la commune de Cormeilles-en-Parisis, route de Cormeilles, voie piétonne dans l'axe de l'avenue Georges-Clemenceau, avenue Georges-Clemenceau, rue de la Folie, rue des Celtes, route de Cormeilles, rue de la Folie, rue de la Nonaise, boulevard Marcel-Guillot, rue de Morinval, rue du Mans, ligne droite jusqu'à l'angle des rues du Bel-Air et de Lorraine, jusqu'à la limite territoriale de la commune de Sannois.

## Démographie
En 2022, le canton comptait 59 277 habitants, en évolution de +0,41 % par rapport à 2016 (Val-d'Oise : +4 %, France hors Mayotte : +2,11 %).
| 2013   | 2018   | 2022   |
| ------ | ------ | ------ |
| 59 528 | 59 189 | 59 277 |